# Cristiane
Cristiane Rozeira de Souza Silva (født 15. maj 1985 i Osasco, São Paulo), bedre kendt som Cristiane, er en brasiliansk fodboldspiller, som spiller for Paris Saint-Germain.
Cristiane fik sit gennembrud under fodboldturneringen ved sommer-OL i Athen i 2004 hvor Brasilien nåede finalen. Brasilien tabte dog til USA i finalen, men resultatet var det bedste i Brasiliens historie indtil da. Med fem mål blev Cristiane kåret til topscorer af turneringen sammen med den tyske Birgit Prinz.